# 6745 Nishiyama
A 6745 Nishiyama (ideiglenes jelöléssel 1994 JD1) a Naprendszer kisbolygóövében található aszteroida. Kin Endate és Vatanabe Kazuró fedezte fel 1994. május 7-én.